# Shunzo Kido
Shunzō Kido (城戸 俊三, Kido Shunzō, né le 4 juillet 1889 dans la préfecture de Miyagi, mort le 3 octobre 1986) est un cavalier japonais de concours complet.
Il participe aux Jeux olympiques d'été de 1928 et aux Jeux olympiques d'été de 1932. En 1932, il sent que son cheval boite et arrête pour le sauver d'une blessure potentielle, abandonnant ses chances d'obtenir une médaille.